# 雕刻刀
雕刻刀（英語：Burin）是一种用于雕刻各种材料的工具。

## 用途
用于雕刻木、竹、石、金、银、铜、玉、砖等。

## 材料
不锈钢、金钢石、合金钢等。